# Isadelphus armatus
Isadelphus armatus là một loài tò vò trong họ Ichneumonidae.